# Södra Säms distrikt
Södra Säms distrikt är ett distrikt i Ulricehamns kommun och Västra Götalands län. 
Distriktet ligger söder om Ulricehamn. 

## Tidigare administrativ tillhörighet
Distriktet inrättades 2016 och utgörs av socknen Södra Säm i Ulricehamns kommun. 
Området motsvarar den omfattning Södra Säms församling hade vid årsskiftet 1999/2000.